# Ramon Perellos y Roccaful
Ramon Perellos y Rocaful (Valencia, 1635 – La Valletta, 1720) è stato Gran Maestro dell'Ordine di Malta dal 1697 fino alla sua morte.
Originario spagnolo, durante il suo periodo di governo vennero rafforzate le fortificazioni costiere di Malta e vennero potenziate con un complesso sistema di cannoni e bombarde stabili.
Il suo monumento funebre nella Concattedrale di San Giovanni è ancora oggi considerato uno dei più belli esempi di barocco maltese. Presenziò alla consacrazione della nuova Cattedrale di San Paolo, sulla cui facciata, sopra il portale, compare il suo stemma.